# Пресловутое ранчо
«Пресловутое ранчо» (англ. Rancho Notorious) — художественный фильм в жанре вестерн режиссёра Фрица Ланга, вышедший на экраны в 1952 году.
В центре внимания картины тема мести за убитую невесту, ради этого герой жертвует годами жизни, идёт на обман и преступление, вступает в банду, но находит и уничтожает убийцу своей невесты.
Марлен Дитрих сыграла в картине роль хозяйки уединенного ранчо, где скрываются бандиты.

## Сюжет
В небольшом ковбойском городке в Вайоминге работник ранчо Верн Хескелл (Артур Кеннеди) делает предложение Бет Форбс (Глория Хенри), обещая на ней жениться через 8 дней. После его ухода к магазину, где работает Бет, подъезжают двое бандитов. Один из них заходит внутрь, заставляет Бет открыть сейф, забирает все деньги и убивает Бет.
Жители городка во главе с Верном бросаются в погоню за грабителями и убийцами, но, добравшись до границы своей территории, поворачивают назад. Верн же бросает все свои дела и продолжает преследование бандитов в одиночку. Ночью во время ссоры относительно дележа денег и дальнейших планов один из бандитов Кинч (Ллойд Гоф) стреляет в спину своему напарнику, забирает все деньги и скрывается. Верн находит раненого бандита, но единственное, что тот успевает промолвить — это слова «Колесо Фортуны». Полный ненависти и жажды отмщения, Верн отправляется на поиски неведомого убийцы своей невесты, зная о нём только то, что он связан с «Колесом Фортуны». В одном из городков на своем долгом пути, сидя в парикмахерской, Верн заводит речь о «Колесе Фортуны» с сидящим рядом с ним в кресле человеком, который говорит, что с «Колесом Фортуны» связана некая Олтер Кин. Дальнейшие расспросы Верна приводят человека в ярость, он набрасывается на Верна, они дерутся, начинают стрелять, и в итоге Верн его убивает. Верна задерживают, но тут же отпускают, когда выясняется, что убитый им был опасным преступником, находящимся в розыске. Во время разговора совершенно случайно выясняется, что помощник шерифа в своё время знал Олтер Кин, когда та ещё работала певицей в салуне, но с тех пор о ней ничего не слышал. В салуне, где работала Олтер, Верн находит её подружку Долли, которая рассказывает, что Олтер была звездой здешних мест и все мужчины сходили от неё с ума. Но 7 лет назад она повздорила с хозяином салуна, и он выставил её за дверь с 20 долларами. Перед уходом она поставила эти деньги на кон в игре «Колесо Фортуны» и сорвала банк, а затем выиграла по-крупному ещё несколько раз (на самом деле крупье ошибочно думал, что она играет на казино, и подстроил выигрыш в её пользу). Когда же управляющий попытался отнять у Олтер деньги, на её защиту стал авторитетный бандит Френчи Фейрмонт (Мел Феррер). Он помог ей безопасно выбраться из казино и на следующий день уехать с деньгами в другой город.
Верн отправляется на розыск Френчи, который, как выясняется, впервые оказался за тюремной решёткой, и его не ожидает ничего хорошего. Верн находит городок, где сидит Френчи, устраивает в салуне дебош со стрельбой по бутылкам, в результате чего его сажают в тюрьму в одну камеру с Френчи. В тот день в городке проходят местные выборы, и им удается воспользоваться неразберихой, завладеть ключами от камеры и сбежать из тюрьмы. Напоследок Френчи разбивает витрину магазина и похищает духи. Верн и Френчи долго скачут, пока Френчи не указывает Верну на уединенно расположенное обширное ранчо. Там Френчи встречают как своего человека, а он рекомендует Верна как своего друга, который помог бежать ему из тюрьмы. Выясняется, что это ранчо и есть «Колесо Фортуны», логово, где отсиживаются грабители после налётов, а заправляет им Олтер Кин (Марлен Дитрих), которую связывают с Френчи особые отношения. Среди группы из бандитов на ранчо находится и Кинч, но они с Верном не знают друг друга в лицо. На ранчо царят жёсткие правила — никто не задаёт лишних вопросов и не рассказывает никому о том, что это за ранчо. Это не даёт возможности Верну что-либо узнать, так как наёмные работники боятся говорить. Двое бандитов приезжают после удачного ограбления, отдают Олтер её долю — 10 процентов. Вечером садятся играть в карты, Олтер поёт. Когда Верн видит на ней брошь, которую он подарил своей невесте во время их последней встречи, он меняется в лице, становится злым и решительным.
От охраны поступает информация, что к ранчо приближаются рейнджеры. Все бандиты садятся на лошадей и немедленно уезжают, по дороге Верн отделяется от группы и возвращается на ранчо. С помощью Верна Олтер удаётся дать ответы на опасные вопросы рейнджеров. После их ухода Верн спрашивает, откуда у Олтер брошь, но она отвечает, что здесь не задают вопросов. Верн заигрывает с ней, целует, но получает пощечину, хотя заметно, что его внимание её взволновало. В этот момент возвращается Френчи, спрашивает, почему Верн самовольно вернулся на ранчо, однако Олтер говорит, что он удачно помог ей разобраться с рейнджерами.
Френчи видит, что Олтер проявляет интерес к Верну, и советует ей вести себя с ним аккуратно. Однако Олтер принимает ухаживания Верна, разговаривает с ним по душам и начинает рассказывать подробности своей жизни вопреки установленным ею же правилам. Она говорит, что хотела бы встретить Верна лет 10 назад, а сейчас просит его уехать. Тем временем Френчи замышляет ограбление банка, предлагает взять с собой на дело Верна, но Олтер против. Кинч вспоминает, где видел Верна, и решает его убить. В итоге Верна берут на дело, а Кинч оказывается с ружьём в засаде. Ограбление проходит удачно. Когда Верн выходит из банка, Кинч стреляет в него, но не попадает. Возникает перестрелка, в результате которой одного из бандитов убивают, остальным удаётся скрыться. Кто-то должен отвезти Олтер причитающуюся ей долю. Верн берёт это на себя.
Олтер встречает Верна очень тепло, он отдаёт ей деньги, просит надеть платье и брошь, в порыве чувств Олтер теряет самоконтроль и вопреки правилам рассказывает Верну, что брошь получила от Кинча. Настроение Верна неожиданно резко меняется. Он прекращает всякий флирт с Олтер, приходит в ярость и обвиняет всю банду в преступлениях. Он рассказывает Олтер историю про брошь и убийство его невесты, после чего забирает брошь и уходит, оставляя Олтер в полностью разбитом состоянии.
В салуне Верн находит Кинча, бьёт его, обливает виски и вызывает на дуэль. Появляется шериф и уводит Кинча как подозреваемого в убийстве женщины в Ваймоинге. Однако ночью бандиты обезвреживают шерифа и освобождают Кинча.
Френчи приезжает на ранчо, где разочаровавшаяся Олтер заявляет ему, что продаёт лошадей, отпустила рабочих и уходит. Как она объясняет, она не может больше терпеть свою жизнь. Ей стало это ясно после разговора с Верном, который презирает то, чем она жила. В этот момент на ранчо появляется остальная банда, подозревая, что Френчи и Олтер хотели бежать с деньгами. Они обвиняют Олтер в том, что она вопреки правилам рассказала Верну, откуда получила брошь. Входит Верн с оружием, начинается перестрелка, в ходе которой убивают и Олтер, и Кинча. Остальных бандитов Френчи удаётся прогнать. Френчи и Верн вместе покидают ранчо в неизвестном направлении.

## В ролях
- Марлен Дитрих — Олтер Кин
- Артур Кеннеди — Верн Хескелл
- Мел Феррер — Френчи Фейрмонт
- Глория Хенри — Бет Форбс
- Ллойд Гоф — Кинч
- Уильям Фроули — Болди Гандер
- Джек Элам — Морт Гири
- Фрэнк Фергюсон — проповедник
- Джон Келлогг — Джефф Фактор

В титрах не указаны
- Дик Уэссел — помощник шерифа
- Расселл Джонсон — игрок в Chuck-a-luck

## Оценка критики
После выхода фильма Болси Краутер из «Нью-Йорк таймс» дал фильму критическую оценку, написав: «По части вестерн-экшна фильм имеет некоторые интересные моменты, включая несколько драк и перестрелок, которые были живо поставлены Фрицем Лангом. Тот, кто ждёт грабежей, налётов, стычек с оружием и дуэлей в системе Текниколор, найдут в этой картине достаточно, чтобы удовлетворить своё желание. Голодные на вид актёры ходят с угрожающим видом и рычат в ролях преступников. Но если кто-либо ожидает от этого вестерна, что он будет соответствовать уровню его главной звезды, ему следует поискать что-нибудь ещё. Этот фильм заурядный».
Журнал Variety дал фильму и Марлен Дитрих позитивный отзыв: «Этот вестерн с Марлен Дитрих несет дух старой уличной классики, каким был „Дестри снова в седле“, не схватывая полностью её качество и волшебство. Герои просто разыгрывают старомодный сюжет (по рассказу Сильвии Ричардс); постановочная работа поддерживает живой темп и интересна, а съёмки на природе, усиленные постоянно полыхающими цветами, приковывают взор. Дитрих страстная и очаровательная как всегда… Дитрих ослепительно воссоздаёт образ хозяйки салуна былых времён и исполняет своим хриплым голосом песню „Get Away, Young Man“».